# Спринг Гарден (Калифорнија)
Спринг Гарден (енгл. Spring Garden) насељено је место без административног статуса у америчкој савезној држави Калифорнија.

## Демографија
По попису из 2010. године број становника је 16, што је 39 (-70,9%) становника мање него 2000. године.
| Група             | 2000.      | 2010.      |
| Белци             | 53 (96,4%) | 15 (93,8%) |
| Афроамериканци    | 0 (0,0%)   | 0 (0,0%)   |
| Азијати           | 0 (0,0%)   | 1 (6,3%)   |
| Хиспаноамериканци | 2 (3,6%)   | 0 (0,0%)   |
| Укупно            | 55         | 16         |